# みらたむ
みらたむ（1999年7月17日 - ）は、日本のモデル、ダンサー、元グラビアアイドル。香川県出身。株式会社MiiReCANCE取締役。

## 経歴
5歳からダンスを始め、湘南乃風のバックダンサーを務めたこともある。18歳で上京。雑誌『egg』のモデルやグラビアアイドルとしてデビュー。
2022年11月3日にBreakingDownが開催した「BreakingDown6」に出場し、グラビアアイドルの緒方友莉奈と対戦。大会前に開催された出場者選考オーディションでは緒方と乱闘状態になり、緒方は左ひざの半月板を負傷していた。試合は右ストレートで圧倒され、判定0-5で敗北。
2023年5月2日、ファンクラブを開設。
2025年1月29日に結婚したことを報告し、30日には妊娠中であることを報告した。